# Бамба, Якуба (1991)
Якуба́ Намбелессени́ Бамба́ (фр. Yacouba Nambelesseny Bamba; 30 ноября 1991, Бинжервиль) — ивуарийский футболист, полузащитник.

## Карьера
Воспитанник клуба «Атлетик д’Аджаме». Первым профессиональным клубом в карьере игрока стал «АСЕК Мимозас», в основном составе клуба полузащитник дебютировал в матче против команды «Бассам». В 2014 году выступал за другую ивуарийскую команду — «Денгеле».
В октябре 2014 года подписал контракт с дебютантом высшего дивизиона Молдавии «Саксаном», вместе с ним к команде присоединились целая группа ивуарийских футболистов (Куасси Куаджа, Сенин Себай, Лассина Дао, Мамаду Фофана и др.). Первый матч в чемпионате страны сыграл 4 октября 2014 года против «Дачии», а 20 марта 2015 года в игре с «Зимбру» забил свой первый гол за клуб.
Летом 2015 года вместе с бывшими партнёрами по «Саксану» Себаем и Куаджа перешёл в «Слуцк». Дебютировал в команде 1 августа 2015 года в матче Кубка Белоруссии против «Крумкачы» и отметился в этой игре забитым голом с пенальти, а в высшей лиге Белоруссии дебютный матч сыграл 9 августа 2015 года против жодинского «Торпедо». Всего за половину сезона сыграл 12 матчей и забил 4 гола в чемпионате Белоруссии, а в Кубке страны сыграл 3 матча и забил 2 гола. По версии газеты «Прессбол» ивуариец был признан лучшим игроком клуба в сезоне.
Весной 2016 года присоединился к молдавской команде «Заря», в её составе стал обладателем Кубка Молдавии сезона 2015/16.
В июле 2016 года подписал контракт с дебютантом российской премьер-лиги «Оренбургом» и сыграл 10 матчей в РФПЛ. Во время зимнего перерыва покинул команду.

## Личная жизнь
У Якубы четыре брата и две сестры. Один из братьев, Фуссени (род. 1990) также профессиональный футболист, играет на позиции центрального защитника.